# Luk'a Silagadze
Luk'a Silagadze (in georgiano ლუკა სილაგაძე?; Tbilisi, 21 aprile 1999) è un calciatore georgiano, centrocampista dell'Iberia 1999.

## Carriera

### Club
Cresciuto nel settore giovanile della Dinamo Tbilisi, nel 2017 viene acquistato dai concittadini della Lok’omot’ivi Tbilisi, con cui debutta in Erovnuli Liga il 4 novembre seguente, nel pareggio casalingo per 2-2 contro lo Shukura Kobuleti.

### Nazionale
Tra il 2018 ed il 2020 ha giocato complessivamente 11 partite nella nazionale georgiana Under-21.

## Statistiche

### Presenze e reti nei club
Statistiche aggiornate al 21 settembre 2022.
| Stagione        | Squadra              | Campionato      | Campionato | Campionato | Coppe nazionali | Coppe nazionali | Coppe nazionali | Coppe continentali | Coppe continentali | Coppe continentali | Altre coppe | Altre coppe | Altre coppe | Totale | Totale |
| Stagione        | Squadra              | Comp            | Pres       | Reti       | Comp            | Pres            | Reti            | Comp               | Pres               | Reti               | Comp        | Pres        | Reti        | Pres   | Reti   |
| --------------- | -------------------- | --------------- | ---------- | ---------- | --------------- | --------------- | --------------- | ------------------ | ------------------ | ------------------ | ----------- | ----------- | ----------- | ------ | ------ |
| 2017            | Lok’omot’ivi Tbilisi | EL              | 1          | 0          | CG              | 0               | 0               |                    | -                  | -                  |             | -           | -           | 1      | 0      |
| 2018            | Rustavi              | EL              | 14         | 0          | CG              | 2               | 0               |                    | -                  | -                  |             | -           | -           | 16     | 0      |
| 2019            | Rustavi              | EL              | 35         | 5          | CG              | 3               | 1               |                    | -                  | -                  |             | -           | -           | 38     | 6      |
| Totale Rustavi  | Totale Rustavi       | Totale Rustavi  | 49         | 5          |                 | 5               | 1               |                    | -                  | -                  |             | -           | -           | 54     | 6      |
| 2020            | Valmiera             | VL              | 23         | 4          | CL              | 3               | 0               | UEL                | 1                  | 0                  |             | -           | -           | 27     | 4      |
| 2021            | Valmiera             | VL              | 18         | 1          | CL              | 1               | 0               | UECL               | 1                  | 0                  |             | -           | -           | 20     | 1      |
| 2022            | Valmiera             | VL              | 25         | 4          | CL              | 1               | 0               | UECL               | 2                  | 0                  |             | -           | -           | 28     | 4      |
| Totale Valmiera | Totale Valmiera      | Totale Valmiera | 66         | 9          |                 | 5               | 0               |                    | 4                  | 0                  |             | -           | -           | 75     | 9      |
| Totale carriera | Totale carriera      | Totale carriera | 116        | 14         |                 | 10              | 1               |                    | 4                  | 0                  |             | -           | -           | 130    | 15     |

## Palmarès

### Club

#### Competizioni nazionali
- Campionato lettone: 1

Valmiera: 2022